# Ротгауд
Ротга́уд (также Родга́уд и Хродга́уд; лат. Rotgaudus, Hrodgaudus; погиб в 776) — последний лангобардский герцог Фриуля (774—776).

## Биография
О Ротгауде сообщается в нескольких раннесредневековых нарративных источниках: во франкских анналах, «Истории» Андрея Бергамского, «Liber Pontificalis», различных продолжениях «Истории лангобардов» Павла Диакона, а также «Жизни Карла Великого» Эйнхарда. Сведения этих источников использовались в трудах более поздних авторов: например, в «Анналах Флавиньи и Лозанны», «Деяниях верденских епископов», хрониках Гуго из Флавиньи, Сигеберта из Жамблу и Саксонского анналиста. Также Ротгауд и связанные с ним события упоминаются в целом ряде современных ему писем.
Андрей Бергамский называл Ротгауда выходцем из знатного лангобардского рода. Известно, что у него было два брата — Феликс и Лодольф — и что его женой была дочь герцога Тревизо Стабилина.
Точно не установлено, когда Ротгауд стал правителем Фриульского герцогства: предыдущим герцогом, о котором известно из источников, был в последний раз упоминающийся в 756 году Пётр. В то же время первые сведения о Ротгауде относятся к 774 году. Во франкских анналах сообщается, что в то время, когда Карл Великий осаждал в Павии короля лангобардов Дезидерия, Ротгауд прибыл в лагерь правителя франков, принёс ему клятву в верности и получил за это власть над Фриулем. Однако существует основанное на данных Андрея Бергамского мнение, согласно которому Ротгауд и ранее уже имел данный ему королём Дезидерием титул герцога. В таком случае, Карл Великий лишь подтвердил право Ротгауда на владение Фриульским герцогством. Возможно, франкские анналы свидетельствуют, что Ротгауд был враждебно настроен по отношению к Дезидерию ещё до франкского вторжения. Андрей Бергамский также утверждал, что осенью 773 года — зимой 774 года Ротгауд совместно с герцогом Виченцы Гайдо разбили войско франков на границе Фриульского герцогства у моста через Ливенцу, и только требование лангобардской знати заставили герцогов вступить в переговоры с Карлом Великим. Предполагается, что, опасаясь оставлять в тылу своей армии враждебно настроенных к нему представителей знати северо-восточной части Лангобардского королевства и их союзников из Венецианской республики, король франков признал Ротгауда и Гайдо законными правителями их владений.
Однако Ротгауд был недоволен властью франков, установившейся после присоединения Лангобардского королевства к государству Карла Великого. Ведя тайные переговоры с возможными союзниками, герцог Фриуля готовился в наиболее подходящий момент поднять антифранкское восстание. Об этом стало известно папе римскому Адриану I, о чём тот информировал Карла Великого в датированном 28 октября 775 года послании. Наместник Святого Престола сообщал королю, что через патриарха Градо Иоанна IV он узнал, что герцоги Арехис II Беневентский, Гильдепранд Сполетский, Регинбальд и Ротгауд Фриульский, а также, возможно, примкнувший к ним архиепископ Равенны Лев, готовятся в марте 776 года поднять при поддержке византийцев мятеж и восстановить Лангобардское королевство, посадив на его престол Адельхиза, сына свергнутого короля Дезидерия. В конце 775 года папа римский ещё раз писал Карлу Великому о готовившемся заговоре. Историки предполагают, что обвинения, выдвинутые Адрианом I против герцогов Беневенто и Сполето, не имели под собой реальной основы и были вызваны притязаниями папы римского на их владения. Однако сведения Адриана I в отношении герцога Ротгауда подтвердились, так как вскоре Карлу Великому стало известно о начавшемся в Северной Италии восстании. В «Анналах королевства франков» сообщается, что правитель Фриуля сам намеревался принять королевский титул и что к мятежникам примкнули многие представители лангобардской знати, включая герцога Виченцы Гайдо и тестя Ротгауда, герцога Тревизо Стабилина.
Быстро приостановив военные действия против саксов, Карл Великий отпраздновал Рождество Христово (25 декабря 775 года) в королевском пфальце Селестат, ставшим местом сбора армии для нового итальянского похода. В начале 776 года франкское войско не встречая сопротивления перешло Альпы и двинулось против мятежников. В «Анналах Петау» утверждается, что восставшие были застигнуты врасплох, не ожидая столь быстрого появления в Италии правителя франков. Герцог Ротгауд погиб в одном из первых же боёв с войском Карла Великого вблизи реки Пьяве, после чего мятежники уже не смогли оказать франкам серьёзного сопротивления. К Пасхе, отмечавшейся королём франков 14 апреля в Тревизо, восстание было подавлено. Часть мятежников была казнена, но большинство восставших только лишилась своих владений и имущества: например, Стабилин (Карл Великий заменил его графом Гебахардом) и Гайдо (его преемником, возможно, был назначен Кундхарт). Некоторые лангобарды были депортированы в другие районы Франкского государства: среди них был и Арехис, брат Павла Диакона. Новым правителем Фриульского герцогства Карлом Великим был поставлен Маркарий, возможно, не лангобард по происхождению.
В хартии, данной Карлом Великим 21 декабря 811 года, сообщалось, что император передал Аквилейскому патриархату бывшие земли Ротгауда и его брата Феликса, убитых в ходе мятежа. В документе также указывалось, что третий брат, Лодольф, не принимал участие в мятеже и поэтому сохранил за собой все свои владения.
Родгауд — последний лангобардский герцог Фриуля. Он один из немногих знатных лангобардов, открыто выступивших против захвата франками Лангобардского королевства. После его гибели власть во Фриульском герцогстве полностью перешла в руки выходцев из Франкского государства.

## Комментарии
1. ↑  В «Хронике» Сигеберта из Жамблу ошибочно сообщается, что Карл Великий «взял город Фриуль и приказал обезглавить тамошнего герцога Ротгауда, зачинщика мятежа».